# El Guamo
El Guamo là một khu tự quản thuộc tỉnh Bolívar, Colombia. Thủ phủ của khu tự quản El Guamo đóng tại El Guamo Khu tự quản El Guamo có diện tích 371 ki lô mét vuông. Đến thời điểm ngày 28 tháng 5 năm 2005, khu tự quản El Guamo có dân số 7987 người.